# Deschaillons-sur-Saint-Laurent
Deschaillons-sur-Saint-Laurent è un comune del Canada, situato nella provincia del Québec, nella regione di Centre-du-Québec.